# Victorious (album, Skillet)
Victorious je deváté album americké křesťanské hudební skupiny Skillet, které bylo vydáno 2. srpna 2019. Skupina přípravu alba ohlásila 7. května 2019 společně s vydáním videoklipu k písničce „Legendary“ na Youtube. Skupina se rozhodla vydat písničku „You Ain´t Ready“ 26. července 2019 jako propagaci nového alba. „Legendary“ bylo později zvoleno doprovodnou skladbou pro nové WWE Raw, které začínalo roku 2019.

## Pozadí nahrávání alba
Skillet vydalo své předchozí album, Unleashed, roku 2016. Během příprav Victorious se zpěvák John Cooper a jeho žena Korey Cooper podíleli na utváření alba společně se Sethem Mosleyem a Mikem "X" O´Connorem, kteří pomáhali při vytváření dvou písní.

## Kompozice
Při rozhovoru pro Radio.com se John Cooper zmínil, že album je tvořeno podporujícími písněmi, jimiž chce dát ostatním najevo, že „můžete zkouškami života procházet jako vítěz, ale někde život stojí za nic“. Při dotazu na konkrétní písničky zmínil, že „Legendary“ je o tom, jak vytěžit ze svého života maximum, čímž odkazoval na dřívější kritiku směřování jejich hudební tvorby. Po vydání hudebního videoklipu pro „Legendary“ prozradil Cooper, že odkazuje na to „abychom žili život, jaký si přejeme“. Cooper také podotkl, že Legendary vyšlo jako první, protože je energické a dokáže vlít krev do žil.

## Propagace a vydání
7. května 2019 Billboard oznámil, že Victorious vyjde 2. srpna a představil nově vydané video pro „Legendary“. Píseň vyšla v rockových rádiích 20. května a svého videa se dočkala v červenci. Další písně zveřejněné před vydáním alba, „Anchor“ a „Save Me“, byly dostupné 14. června. „Anchor“ se okamžitě stalo hitem křesťanských rádií již 19. čevence. 26. července byla vydána skladba „You Ain´t Ready“ společně s doprovodným videem.

### Turné
V dubnu 2019 Skillet oznámili, že budou pořádat turné napříč Spojenými státy americkými. Turné začalo 11. srpna v americkém Memphisu státu Tennessee a skončilo 7. září v Tulse v Oklahomě. Zde vystupovali se skupinou Sevendust. Po skončení turné pořádali Skillet nové severoamerické turné, tentokrát se skupinou Alter Bridge, nazvané Victorious Sky Tour, které probíhalo od 22. září do 25. října.

## Přijetí
Neil Z. Yeung z AllMusic nazval album „uspokojící, vzdorovitou a vzrušující sbírkou duchovní povzbující hudby“. Naopak David Craft z Jesus Freak Hideout tvrdil, že se kapela „zbytečně omezuje snahou znovu vytvořit Comatose“.

## Seznam skladeb
| Pořadí         | Název               | Autor                                                      | Délka |
| -------------- | ------------------- | ---------------------------------------------------------- | ----- |
| 1.             | Legendary           | John L. Cooper, Korey Cooper, Seth Mosley                  | 4:05  |
| 2.             | You Ain't Ready     | John L. Cooper, Korey Cooper, Kane Churko, Kevin Churko    | 3:18  |
| 3.             | Victorious          | John L. Cooper, Korey Cooper, Seth Mosley                  | 4:06  |
| 4.             | This Is the Kingdom | John L. Cooper, Mia Fieldes, Seth Mosley                   | 3:28  |
| 5.             | Save Me             | John L. Cooper, Korey Cooper                               | 3:43  |
| 6.             | Rise Up             | John L. Cooper, Kane Churko, Kevin Churko                  | 3:58  |
| 7.             | Terrify the Dark    | John L. Cooper, Korey Cooper, Mia Fieldes, Seth Mosley     | 3:45  |
| 8.             | Never Going Back    | John L. Cooper, Korey Cooper                               | 3:34  |
| 9.             | Reach               | John L. Cooper, Korey Cooper                               | 3:23  |
| 10.            | Anchor              | John L. Cooper, Korey Cooper, Daniel Omelio, Nolan W. Sipe | 3:37  |
| 11.            | Finish Line         | John L. Cooper, Korey Cooper, Seth Mosley                  | 3:26  |
| 12.            | Back to Life        | John L. Cooper, Korey Cooper                               | 4:37  |
| Celková délka: | Celková délka:      | Celková délka:                                             | 44:52 |

## Obsazení
- John Cooper – zpěv, basová kytara, další kytary (7)
- Korey Cooper – programování (1-5, 7–10, 12, 13), klávesy (4, 7, 10, 11), další kytary (10)
- Seth Morrison – sólové kytary
- Jen Ledger – bicí, zpěv